# Sự kiện Val Johnson

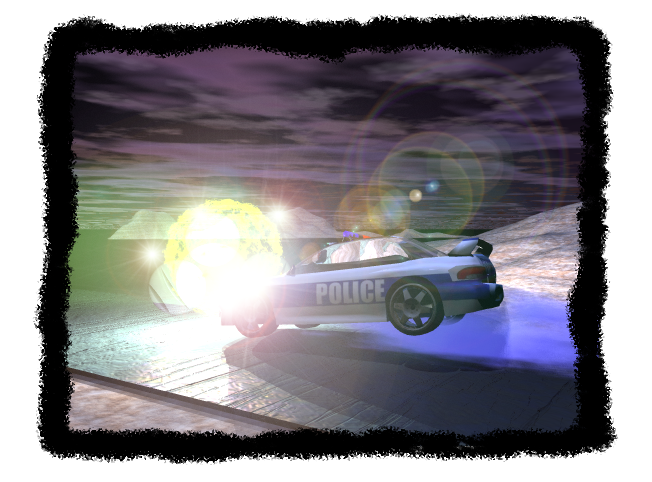
Họa sĩ dựng lại cảnh tượng sự kiện Val Johnson.

Sự kiện Val Johnson đề cập đến một cuộc chạm trán khả nghi ở quận Marshall, Minnesota của Phó Cảnh sát trưởng Val Johnson với một chiếc UFO vào năm 1979.

## Diễn biến
Johnson báo cáo rằng trong khi ông đi tuần tra gần Stephen, Minnesota vào khoảng 2 giờ sáng ngày 27 tháng 8 năm 1979, ông nhìn thấy một tia sáng ngay phía trên đường. Theo Johnson, chùm tia lao về phía ông, chiếc xe cảnh sát bị nhấn chìm trong ánh sáng, và ông nghe thấy tiếng kính vỡ. Johnson cho biết ông đã bất tỉnh trong 39 phút và khi tỉnh dậy ông nhận ra đồng hồ đeo tay của mình và đồng hồ của chiếc xe đã dừng lại trong 14 phút. Kính chắn gió bị vỡ, đèn pha và đèn khẩn cấp màu đỏ bị hỏng và một chiếc radio mỏng bị uốn cong. Cấp phó trả lời lời kêu gọi giúp đỡ của Johnson đã tìm thấy chiếc xe cảnh sát bên kia đường. Johnson bị bầm tím và dị ứng mắt mà một bác sĩ so với "vết bỏng của máy hàn". Khi câu chuyện được công khai trên cả nước, Johnson nói với các phóng viên rằng sự chú ý đột ngột đã khiến ông và gia đình bị căng thẳng cảm xúc rất nhiều. Vào ngày 11 tháng 9 năm 1979, Johnson xuất hiện với tư cách là khách mời trong chương trình Good Morning America của ABC.

## UFO học
Giới nghiên cứu UFO đã coi trường hợp này là một trong những sự kiện UFO quan trọng nhất và được công bố rộng rãi nhất trong thập niên 1970. Allan Hendry thuộc Trung tâm Nghiên cứu UFO đã điều tra thiệt hại cho chiếc xe của Johnson cùng với các khía cạnh khác của vụ việc và kết luận rằng Johnson đã không chơi khăm sự kiện này. Theo nhà nghiên cứu UFO Jerome Clark, Johnson đã từ chối thực hiện một bài kiểm tra qua máy phát hiện nói dối vì ông cảm thấy rằng làm như vậy "sẽ chỉ thỏa mãn sự tò mò bệnh hoạn của mọi người". Trong cuốn sách năm 1983 có nhan đề UFOs: The Public Deceived, nhà hoài nghi UFO Philip J. Klass lập luận rằng toàn bộ sự kiện này là một trò lừa bịp và Johnson đã cố tình làm hỏng chiếc xe tuần tra của chính mình.